# Stéphanie Bodetová
Stéphanie Bodetová (* 14. března 1976 Limoges) je bývalá francouzská reprezentantka ve sportovním lezení, vicemistryně Evropy a mistryně Francie v lezení na obtížnost, vítězka světového poháru v boulderingu.
Reprezentant byl také její manžel Arnaud Petit, vítěz světového poháru a mistr Evropy i jeho bratr François Petit.

## Výkony a ocenění
- 1998: nominace na prestižní mezinárodní závody závody Rock Master v italském Arcu

### Závodní výsledky
| Arco Rock Master | Arco Rock Master | Arco Rock Master |
| Rok              | 1996             | 1998             |
| ---------------- | ---------------- | ---------------- |
| Obtížnost        | 3                | 4                |

| Mistrovství světa | Mistrovství světa | Mistrovství světa | Mistrovství světa |
| Rok               | 1995              | 1997              | 1999              |
| ----------------- | ----------------- | ----------------- | ----------------- |
| Obtížnost         | 16                | 5                 | 12                |

| Světový pohár       | Světový pohár | Světový pohár | Světový pohár | Světový pohár | Světový pohár | Světový pohár | Světový pohár | Světový pohár | Světový pohár |
| Rok                 | 1993          | 1994          | 1995          | 1996          | 1997          | 1998          | 1999          | 2000          | 2002          |
| ------------------- | ------------- | ------------- | ------------- | ------------- | ------------- | ------------- | ------------- | ------------- | ------------- |
| Obtížnost           | 0             | 31            | 12-13         | 3             | 3             | 3             | 8             | 3             | 26            |
| jednotlivě* (1/0/9) | ,31,          | ,16,23,       | ,7,9,25,      | ,,5,4,        | 6,,4,,        | ,,4,8,        | ,,10,7,       | ,,4,,         | ,16,10,       |
| Bouldering          | —             | —             | —             | —             | —             | —             | 1             | —             | —             |
| jednotlivě* (3/2/0) | —             | —             | —             | —             | —             | —             | ,             | —             | —             |
| Kombinace           | —             | —             | —             | —             | —             | —             | 2             | —             | —             |

- poznámka: nalevo jsou poslední závody v roce

| Mistrovství Evropy | Mistrovství Evropy | Mistrovství Evropy | Mistrovství Evropy |
| Rok                | 1996               | 1998               | 2000               |
| ------------------ | ------------------ | ------------------ | ------------------ |
| Obtížnost          | 3                  | 4                  | 2                  |

| Mistrovství Francie | Mistrovství Francie | Mistrovství Francie | Mistrovství Francie | Mistrovství Francie | Mistrovství Francie |
| Rok                 | 1996                | 1997                | 1998                | 1999                | 2001                |
| ------------------- | ------------------- | ------------------- | ------------------- | ------------------- | ------------------- |
| Obtížnost           | 3                   | 1                   |                     |                     | 1                   |
| Bouldering          |                     |                     | 3                   | 2                   |                     |